# 소니 에릭슨 엑스페리아 X8
소니 에릭슨 엑스페리아 x8(Sony Ericsson Xperia X8)는 소니 에릭슨에서 처음으로 출시한 안드로이드 기반 스마트폰이다.